# Lyle Campbell
Lyle Richard Campbell (* 22. Oktober 1942 in Oregon) ist ein amerikanischer Linguist. Sein Hauptfokus liegt auf der Historischen Linguistik und den indigenen amerikanischen Sprachen, vor allem auf denen Mittelamerikas. Die Finno-Ugristik gehört ebenfalls zu seinem Forschungsgebiet. Zurzeit ist er an der University of Hawaii at Manoa als Professor der Linguistik tätig.

## Leben
Campbell wuchs in Oregon auf. Er machte 1966 seinen B.A. in Archäologie und Anthropologie, wollte dann aber nach eigenen Angaben etwas tun, was wichtig ist, und wovon die Menschen profitieren könnten; demnach machte er ein Jahr später den M.A. in Historischer Linguistik an der University of Washington. Seine Masterarbeit befasste sich mit finnischer Phonologie. 1971 machte er seinen Ph.D. an der UCLA. Er arbeitete vor allem an der Dokumentation der verschiedensten lateinamerikanischen Sprachen und ihrer linguistischen Untersuchung. Viele dieser indigenen Sprachen sind vom Aussterben bedroht, so etwa das Nawat (Pipil) und das Potón (Lenca) in El Salvador. In seiner Dissertation untersuchte er die acht Dialekte der Quiché-Sprache, die auch heute noch die meistgesprochene Maya-Sprache in Guatemala ist.
Campbell lehrte bereits an folgenden Universitäten:
- 1971–1974: University of Missouri
- 1974–1989: State University of New York at Albany
- 1989–1994: Louisiana State University
- 1994–2004: University of Canterbury, Christchurch/Neuseeland
- 2004–2010: University of Utah

Seit Ende 2010 arbeitet er an der University of Hawaii at Manoa.
Campbell hat außerdem schon an vielen Universitäten Gastvorträge gehalten, unter anderem in Hamburg, Mexiko und Helsinki.
1998 und 2000 wurde ihm von der Linguistic Society of America der Leonard Bloomfield Book Award verliehen.